# Wayne Otto

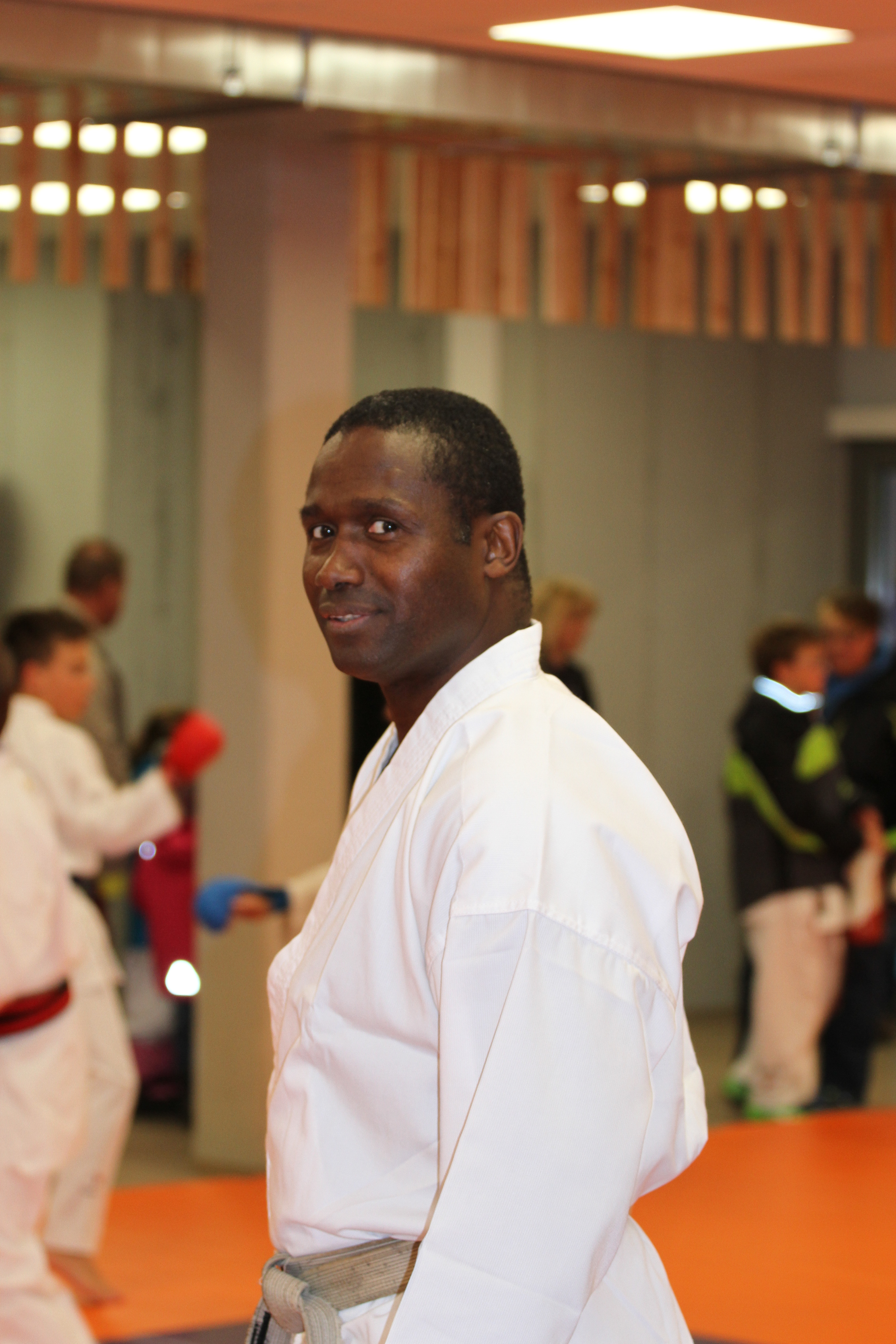
Wayne Otto (2014)

Wayne Otto, OBE (* 18. Mai 1966 in London) ist ein britischer Karateka (5. Dan Uechi-ryu-Karate-Stil), Ex-Nationaltrainer von Großbritannien, Nationaltrainer von Norwegen und mehrfacher Karate-Europa- und Weltmeister der WUKO / WKF.

## Werdegang
Wayne Otto begann im Alter von 14 Jahren bei Terry Daly in London mit dem Uechi-ryu-Karate. Bereits im Alter von 17 Jahren gewann er seine ersten nationalen Meisterschaften. Später wurde er dann von Tycky Donovan trainiert (Ishin-ryu-Stil). Wayne Otto zählt neben Geoff Thompson und Pat McKay zu den erfolgreichsten britischen Karatekas. Er gilt als reiner Shobu-Sanbon-Spezialist. Insgesamt 29-mal gewann er die nationalen britischen Meisterschaften. Er war mehrfacher britischer Studentenmeister, EKU-Europameister, mehrfacher WUKO- und WKF-Weltmeister sowie mehrfacher World-Cup-Sieger. 1997 war er World-Games-Sieger. Im Jahr 2001 wurde er zum Officer of the British Empire ernannt. Im Jahr 2005 und von 2007 bis 2012 war er Nationaltrainer von Großbritannien. Seit 2012 ist er auch Karate-Nationaltrainer von Norwegen. Im Juli 2012 erhielt er von der Universität in Kent die Ehrendoktorwürde. Wayne Otto hält jährlich Aus- und Fortbildungen im Karate Kollegium ab. Die Verbesserung der Trainerausbildung ist ihm ein großes Anliegen. 
Sein Leitspruch lautet: „Mach das Beste aus Deinen Fähigkeiten.“

## Sportliche Erfolge

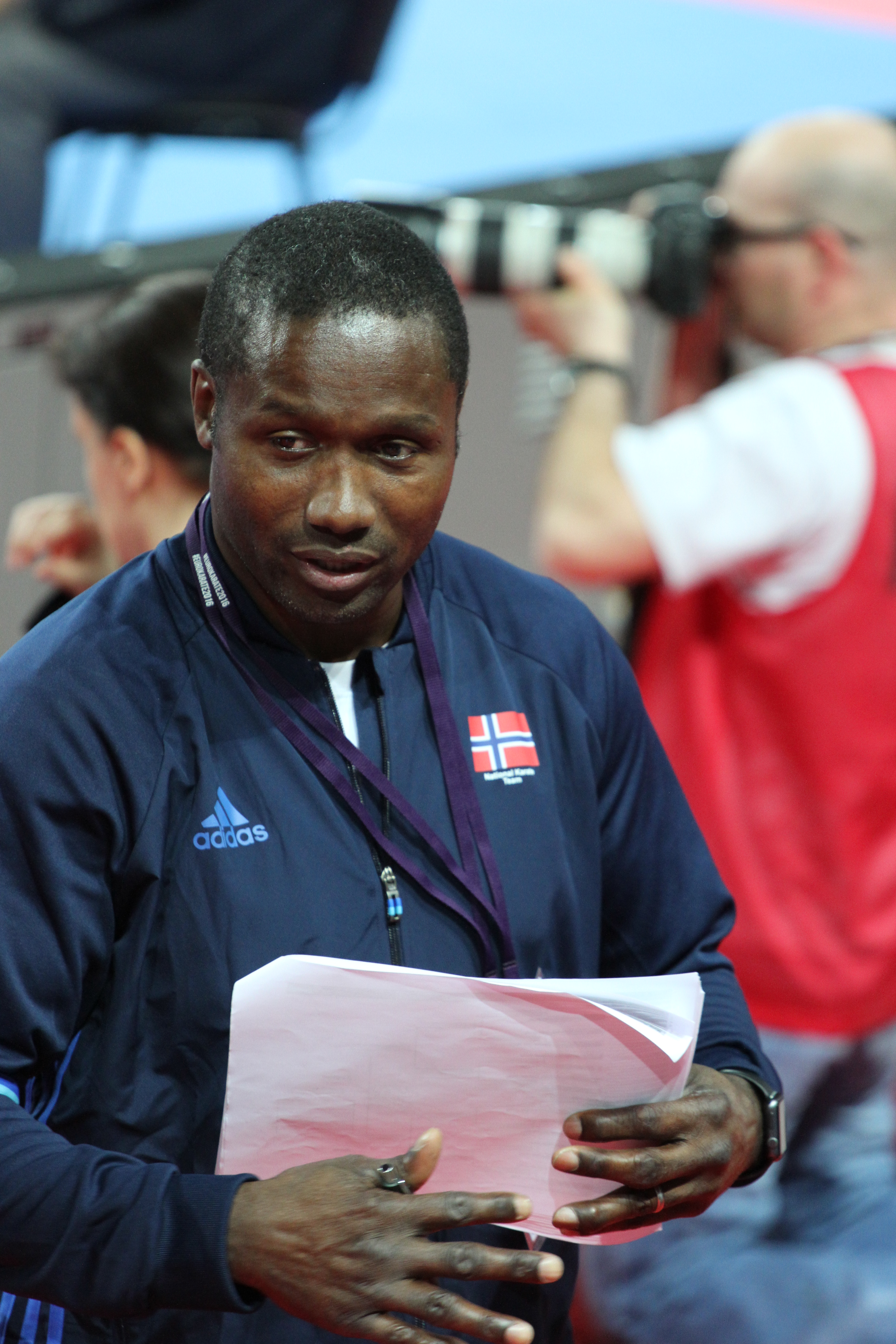
Wayne Otto als Norwegischer Nationaltrainer 2016 in Montpellier

- 1983 bis 1999: 29-mal Britischer Meister
- 1988 bis 1991: viermal Britischer Studentenmeister
- 1989 bis 1997: viermal Internationaler Deutscher Meister
- 1996 bis 2002: Mehrfacher Internationaler Österreichischer, Iranischer, Niederländischer, Australischer, Spanischer und Italienischer  Meister

### Europameisterschaften EKU
- 1987: Europameister (Junioren)
- 1988: Europameister (-70 kg)
- 1991: Europameister (open)
- 1992: Europameister (Team)
- 1994: Europameister (-75 kg)
- 1995: Europameister (-75 kg)
- 1996: Europameister (-75 kg)
- 1999: Europameister (+80 kg)
- 1993, 1994, 1997, 1998, 2000: Bronzemedaille bei den Europameisterschaften
- 1995, 1996: Silbermedaille bei den Europameisterschaften

### Weltmeisterschaften WUKO
- 1988: Weltmeister (Team)
- 1990: Weltmeister (Team)
- 1990: Weltmeister (open)
- 1992: Weltmeister (-75 kg)

### Weltmeisterschaften WKF
- 1994: Vizeweltmeister (Team)
- 1996: Weltmeister (+75 kg)
- 1998: Vizeweltmeister (-80 kg)
- 1998: Bronzemedaille (-80 kg)
- 2000: Bronzemedaille (Team)
- 2002: Vizeweltmeister (Team)

### World Cup
- 1993: World Cup Sieger
- 1995: World Cup Sieger
- 1997: World Cup  Sieger

### World Games
- 1993: World Games Sieger
- 1997: World Games 3. Platz

## Video
- Wayne Otto

| Personendaten    | Personendaten       |
| ---------------- | ------------------- |
| NAME             | Otto, Wayne         |
| KURZBESCHREIBUNG | britischer Karateka |
| GEBURTSDATUM     | 18. Mai 1966        |
| GEBURTSORT       | London              |